# Stanisław Cwynar (lekarz)
Stanisław Cwynar (ur. 23 marca 1906 w Albigowej, zm. 24 stycznia 1984 w Łodzi) – polski lekarz psychiatra. Profesor Śląskiej Akademii Medycznej i Akademii Medycznej w Łodzi. Sprawował kolejno funkcje prodziekana, dziekana i prorektora Akademii Medycznej w Łodzi. Był specjalistą krajowym ds. psychiatrii.

## Życiorys
Dyplom lekarski uzyskał w roku 1934 na Uniwersytecie im. Jana Kazimierza we Lwowie. Jeszcze w trakcie studiów rozpoczął pracę w Państwowym Szpitalu Psychiatrycznym w Kulparkowie jako siła pomocnicza. W latach 1937–1940 pracował jako ordynator w instytucji Opieka Rodzinna nad Psychicznie Chorymi w województwie wileńskim. W roku 1944 został dyrektorem szpitala psychiatrycznego w Wilnie, w roku 1945 ekspatriowany trafił do Krakowa, gdzie od roku 1946 rozpoczął pracę w Państwowym Szpitalu dla Psychicznie i Nerwowo Chorych w Kobierzynie.
W roku 1948 obronił pracę doktorską pt. Opracowanie wyników leczenia elektronarkozą 75 schizofreników przy pomocy aparatu własnej konstrukcji, której promotorem był Eugeniusz Brzezicki. W roku 1952 powołany został na stanowisko kierownika Katedry i Kliniki Psychiatrii Śląskiej Akademii Medycznej, którą zorganizował na bazie Państwowego Szpitala dla Nerwowo i Psychicznie Chorych w Lublińcu. Tytuł naukowy docenta uzyskał w roku 1954, profesora nadzwyczajnego w 1961, a profesora zwyczajnego w 1967 roku. W 1958 powołany na stanowisko kierownika Katedry i Kliniki Psychiatrii Akademii Medycznej w Łodzi oraz kierownika Katedry Psychiatrii WAM. Od 1961 roku należał do PZPR.
Jego dorobek naukowy obejmuje ok. 170 publikacji. Był promotorem 22 prac doktorskich i opiekunem naukowym 6 przewodów habilitacyjnych. Pełnił liczne funkcje w nadzorze specjalistycznym psychiatrii oraz w towarzystwach naukowych. Współautor wielokrotnie wznawianego i lubianego podręcznika do psychiatrii, który służył licznym rocznikom medyków oraz psychiatrów.
Ożeniony z Zofią Szajowską. Ich synem jest kompozytor i piosenkarz Krzysztof Cwynar.

## Odznaczenia
- Krzyż Komandorski Orderu Odrodzenia Polski
- Krzyż Oficerski Orderu Odrodzenia Polski[1]
- Złoty Krzyż Zasługi (1949)[3]
- odznaka „Za wzorową pracę w służbie zdrowia” (1951)[4]
- Medal 10-lecia Polski Ludowej (1955)[5]

## Prace
- Wstęp do psychoterapii. Rozważania i rady praktyczne (1959)
- Nerwice narządowe (wspólnie z W. Musiałem, 1968)
- Zaburzenia psychiczne w chorobach somatycznych (wspólnie z A. Mazurową, 1968)
- Geriopsychiatria (1971)
- Podstawy psychiatrii. Podręcznik dla studentów (wsp. z M. Jaroszem, kolejne wydania 1976, 1978, 1980, 1983, 1988)